# Jenny’s Wedding
 Jenny’s Wedding  ist ein US-amerikanisches romantisches Filmdrama aus dem Jahr 2015 von Mary Agnes Donoghue, die auch das Drehbuch schrieb. Die Hauptrollen spielen neben Katherine Heigl und Alexis Bledel, Tom Wilkinson und Linda Emond.

## Handlung
Jenny ist zu Besuch bei ihren Eltern Rose und Eddie Farrell in Cleveland, wo ihre Familie, wie schon in der Vergangenheit, erneut versucht, sie mit einem Mann zu verkuppeln, da man davon ausgeht, dass sie immer noch allein lebt. Vor allem Jennys Mutter macht sich darüber Sorgen, dass ihre Tochter immer noch nicht den richtigen Mann zum Heiraten gefunden hat. Ihrem Vater erzählt Jenny schließlich, dass sie mit jemandem in einer Beziehung lebt.
Wieder zurück in ihrer Wohnung eröffnet Jenny ihrer Mitbewohnerin Kitty, dass sie beschlossen habe zu heiraten und eine Familie zu gründen, wobei sich herausstellt, dass Kitty die Frau ist, mit der Jenny zusammenlebt und die sie heiraten möchte.
Für Jenny ist nun der Zeitpunkt gekommen, ihrer Mutter zu gestehen, dass sie lesbisch ist. Diese reagiert mit Enttäuschung darauf, dass Jenny sie viele Jahre lang angelogen hat, und bittet sie darum, ihren Geschwistern Anne und Michael zunächst nichts zu sagen. Nur widerwillig kommt Jenny dieser Bitte nach und lässt ihre Schwester sogar in dem Glauben, dass sie eine Beziehung mit einem verheirateten Mann gehabt habe, die auseinandergegangen sei. Diese Geschichte verbreitet sich schnell im Freundes- und Kollegenkreis der Familie.
Zufällig beobachtet Anne in einem Einkaufszentrum, wie Jenny und Kitty sich umarmen und küssen. Anne berichtet dies sofort ihrer Mutter, die zugibt, bereits davon zu wissen. Anne ist sehr erbost darüber, dass sie von ihrer Schwester über Jahre belogen worden ist und auch ihre Mutter ihr nicht die Wahrheit gesagt hat. Jennys Bruder hingegen reagiert auf die Eröffnung Jennys, dass sie lesbisch sei und ihre Freundin Kitty heiraten wolle, mit der Mitteilung, dass er dies bereits seit geraumer Zeit geahnt habe.
Jenny bittet ihre Schwester Anne um Verzeihung, ihr nicht die Wahrheit gesagt zu haben, und schließt daran die Bitte an, ihre Trauzeugin zu sein. Allerdings weiß Jennys Vater immer noch nicht Bescheid.
Auf der Beerdigung einer Nachbarin kommt es zum Streit zwischen Vater und Tochter, wobei klar wird, dass er seine Tochter und ihre Lebenseinstellung nicht vollständig akzeptiert. Da er sich auch nicht damit auseinandersetzen will, geht er einer Diskussion geflissentlich aus dem Weg. Jennys Mutter wird derweil im Supermarkt damit konfrontiert, dass man über sie und ihre Familie in abfälliger Weise spricht. Das macht ihr bewusst, dass Jennys Liebe zu Kitty nichts Unmoralisches ist, und bringt sie dazu, sich darüber klar zu werden, dass sie auch weiterhin zu ihrer Tochter halten wird. Jennys Vater hingegen bleibt distanziert.
In der Zwischenzeit zweifelt Anne an ihrer Ehe mit Frankie, da ihr Mann der Ansicht ist, Haushalt sei Frauensache, und sich um nichts kümmert. Ihr wird bewusst, dass sie ohne ihn glücklicher dran ist, und so wirft sie Frankie hinaus. Zur selben Zeit sind Jenny und Kitty damit beschäftigt, den Ablauf ihrer Hochzeitsfeierlichkeiten zu planen. Da Jenny immer noch nicht mit ihrem Vater reden kann, bittet sie ihren Bruder, sie zum Altar zu führen. Während die Hochzeitsfeierlichkeiten bereits begonnen haben, wird auch Jennys Vater bewusst, dass er einen Fehler begehen würde, wenn er sich von seiner Tochter zurückzieht, und dass er der Mann sein möchte, der Jenny zum Traualtar führt.

## Produktion
Der Film wurde im Herbst 2013 an verschiedenen Orten in und um Cleveland, Ohio gedreht.
Die Nachbearbeitung des gedrehten Filmmaterials wurde mit fast 100.000 US-Dollar über die Crowdfunding-Plattform „Indiegogo“ finanziert.
Für Mary Agnes Donoghue war es der zweite Film, bei dem sie Regie führte, nachdem sie zuvor vorrangig als Drehbuchautorin gearbeitet hatte.

## Filmmusik
- She Keeps Me Warm von Macklemore, Ryan Lewis und Mary Lambert
  - Vortrag: Mary Lambert
- On the Sunny Side of the Street von Dorothy Fields und Jimmy McHugh
  - Vortrag: Kristina Train
- Hourglass von Drew Holcomb and Matt Wertz
  - Vortrag: Drew Holcom & The Neighbors
- True Love Avenue von Brian Byrne und Kasey Jones
  - Vortrag: Kristina Train
- Tim Rolls By von Brian Byrne
  - Vortrag: Colin Devlin

## Veröffentlichung
Der Film hatte seine Premiere am 10. Juli 2015 auf dem Outfest Film Festival und wurde anschließend ab dem 31. Juli 2015 in wenigen US-amerikanischen Kinos gezeigt. Am 20. August 2015 lief er außerdem in Israel an und am 9. Juni 2016 in Brasilien. Veröffentlicht wurde er des Weiteren in Ungarn (DVD-Premiere 1. Dezember 2015), in Schweden (Fernsehpremiere 5. August 2016), in Griechenland sowie in Russland.
In Deutschland kam der Film nicht ins Kino, sondern wurde von der Universum Film GmbH am 11. März 2016 auf DVD und Video-on-Demand veröffentlicht.

## Kritik
Jenny’s Wedding erhielt überwiegend negative Kritiken. Bei Metacritic erhielt der Film einen Metascore von 33/100 basierend auf 10 Rezensionen, bei Rotten Tomatoes waren 14 Prozent der 14 Rezensionen positiv.
Die Kritik in der Variety war eher gespalten, Justin Chang bescheinigte dem Film zwar solide Leistungen und ehrbare Absichten, jedoch halte Donoghue ihre Charaktere „zu lange im Dunkeln“, während das Publikum schon lange herausgefunden habe, worauf Heigl in ihrer Rolle hinauswolle. Alexis Bledels Talent werde hier allerdings „verschwendet“.
Kino.de sah das etwas anders und sprach von einem „ambitionierten B-Drama“, was sich wie folgt las: „Was passiert, wenn ein/e Homosexuelle/r in einer komplett konservativen Familie das Coming Out (und gar zu heiraten) wagt, beschreibt recht anschaulich dieses um Verständnis für beide Seiten werbende Drama aus amerikanischer Independent-Produktion. Katherine Heigl darf man hoch anrechnen, dass sie als Hollywood-Spitzenverdienerin an solchem Treiben teilzunehmen bereit ist, und kommerziell wird es diesem ambitionierten B-Drama auch nicht schaden.“